# ماغنوس هيرشفلد
ماغنوس هيرشفلد (بالألمانية: Magnus Hirschfeld)‏ (14 مايو 1868 - 14 مايو 1935) هو عالم جنس وطبيب ألماني يهودي تلقى تعليمه أساساً في ألمانيا؛ مارس الطب في برلين شارلوتنبورج. وهو مؤيد علني للأقليات الجنسية. أسس هيرشفلد اللجنة الإنسانية العلمية. وصف المؤرخ داستن غولتز هذه المجموعة بأنها قامت ب«الدعوة الأولى لحقوق المثليين والمتحولين جنسياً».

## وصلات خارجية
- ماغنوس هيرشفلد على موقع IMDb (الإنجليزية)
- ماغنوس هيرشفلد على موقع الموسوعة البريطانية (الإنجليزية)
- ماغنوس هيرشفلد على موقع ديسكوغز (الإنجليزية)
- ماغنوس هيرشفلد على موقع قاعدة بيانات الفيلم (الإنجليزية)
- أعمال أو نبذة عن ماغنوس هيرشفلد على أرشيف الإنترنت
- أعمال ماغنوس هيرشفلد في ليبري فوكس